# Andrew Lambrou
Andrew Lambrou (Sydney, Nova Gales do Sul, 25 de maio de 1998), é um cantor e compositor australiano. Representou o Chipre no Festival Eurovisão da Canção 2023 no Reino Unido.

## Vida
Andrew nasceu em 1998 numa família de cipriotas gregos. Frequentou a AMS School Music onde aprendeu a tocar piano. Com apenas 5 anos, Andrew venceu o primeiro prémio num festival Eisteddfod organizado pela escola, ao cantar "Do-Re-Mi" do musical The Sound of Music .

## Carreira
Andrew começou a carreira em 2017 depois de ter assinado com a gravadora Sony Music Publishing, estando atualmente com contrato com a gravadora australiana City Pop Records. O seu primeiro single, "Throne" foi lançado em 2021.

### Festival Eurovisão da Canção
Em 2022 participou no Australia Decides 2022, final nacional australiana para selecionar o artista representante no Festival Eurovisão da Canção 2022, com o tema Electrify, tema que terminou em sétimo lugar na competição.

## Discografia

### Singles
| Título       | Ano  | Álbum      |
| ------------ | ---- | ---------- |
| "Throne"     | 2021 | Sem álbuns |
| "Lemonade"   | 2021 | Sem álbuns |
| "Confidence" | 2021 | Sem álbuns |
| "Electrify"  | 2022 | Sem álbuns |